# الکساندر بوریسوویچ ساوین
الکساندر بوریسوویچ ساوین (به روسی: Александр Борисович Савин) (زادهٔ ۱ ژوئیه ۱۹۵۷) بازیکن سابق والیبال اهل روسیه که برای اتحاد جماهیر شوروی در بازی‌های المپیک ۱۹۷۶ و ۱۹۸۰ تابستانی به میدان رفت. وی در تاگانروگ متولد شد. ساوین در سال ۱۹۷۶ به همراه اتحاد جماهیر شوروی به مدال نقره المپیک دست یافت. چهار سال بعد، او مدال طلا المپیک را با تیم ملی شوروی به دست آورد.